# 모함마드 바게리 모타메드
모함마드 바게리 모타메드(페르시아어: محمد باقری معتمد, Mohammad Bagheri Motamed, 1986년 1월 24일~)는 이란의 태권도 선수이다. 코펜하겐에서 열린 2009년 세계 선수권 대회에서 우승했으며, 런던에서 열린 2012년 하계 올림픽 남자 페더급에서 은메달을 획득했다.